# Ludvig Oppermann
Ludvig Henrik Ferdinand Oppermann (7 de setembro de 1817 - 17 de agosto de 1883) foi um matemático e filólogo dinamarquês que formulou a conjectura de Oppermann sobre a distribuição de números primos.